# Nicolaas van der Kreek
Nicolaas van der Kreek (Bergen op Zoom, 31 januari 1896 - Bussum, 11 februari 1967) was een Nederlands beeldhouwer, monumentaal kunstenaar, tekenaar en aquarellist.
Van der Kreek volgde in Amsterdam onderwijs aan de Kunstnijverheidsschool Quellinus en de Rijksakademie van beeldende kunsten (1918-1923). Hij was een leerling van Jan Bronner en Wilhelmus Marinus Retera. In 1923 werd hem de zilveren medaille beeldhouwen van de Prix de Rome toegekend. Hij was vanaf 1926 werkzaam in Bussum.

## Werken (selectie)
- Monument op Algemene Begraafplaats, Gorredijk, 1946
- Verzetsmonument, Huizen, 1947
- Oorlogsmonument, Eibergen, 1948
- Oorlogsmonument, Ermelo, 1948
- Monument voor de Gevallenen, Bussum, 1949
- Monument 1940-1945, Nijkerk, 1949
- Oorlogsmonument, Varsseveld, 1949
- Verzetsmonument, Harderwijk, 1950
- Bevrijdingsmonument, Bergen op Zoom, 1955

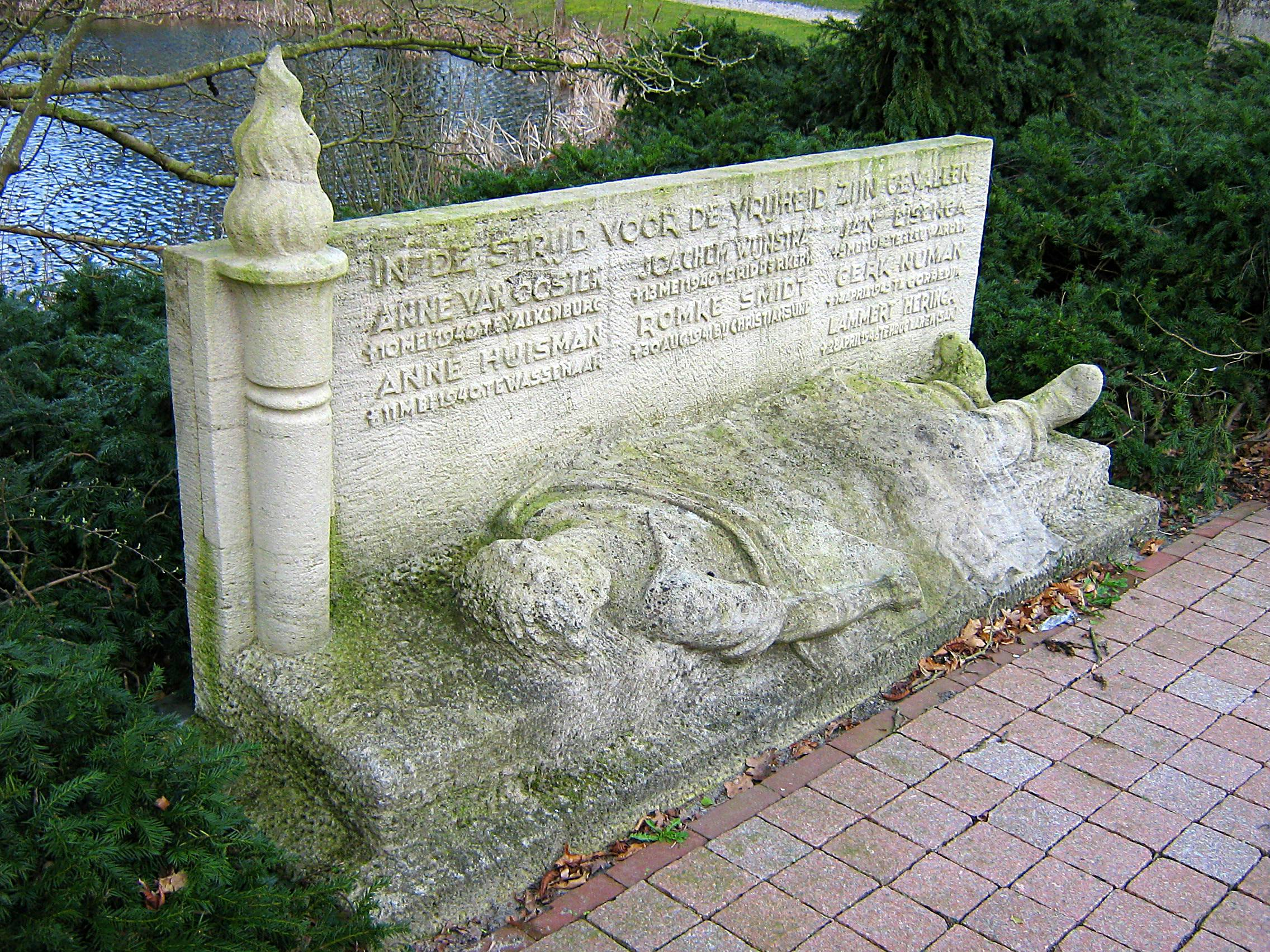
Monument begraafplaats, Gorredijk
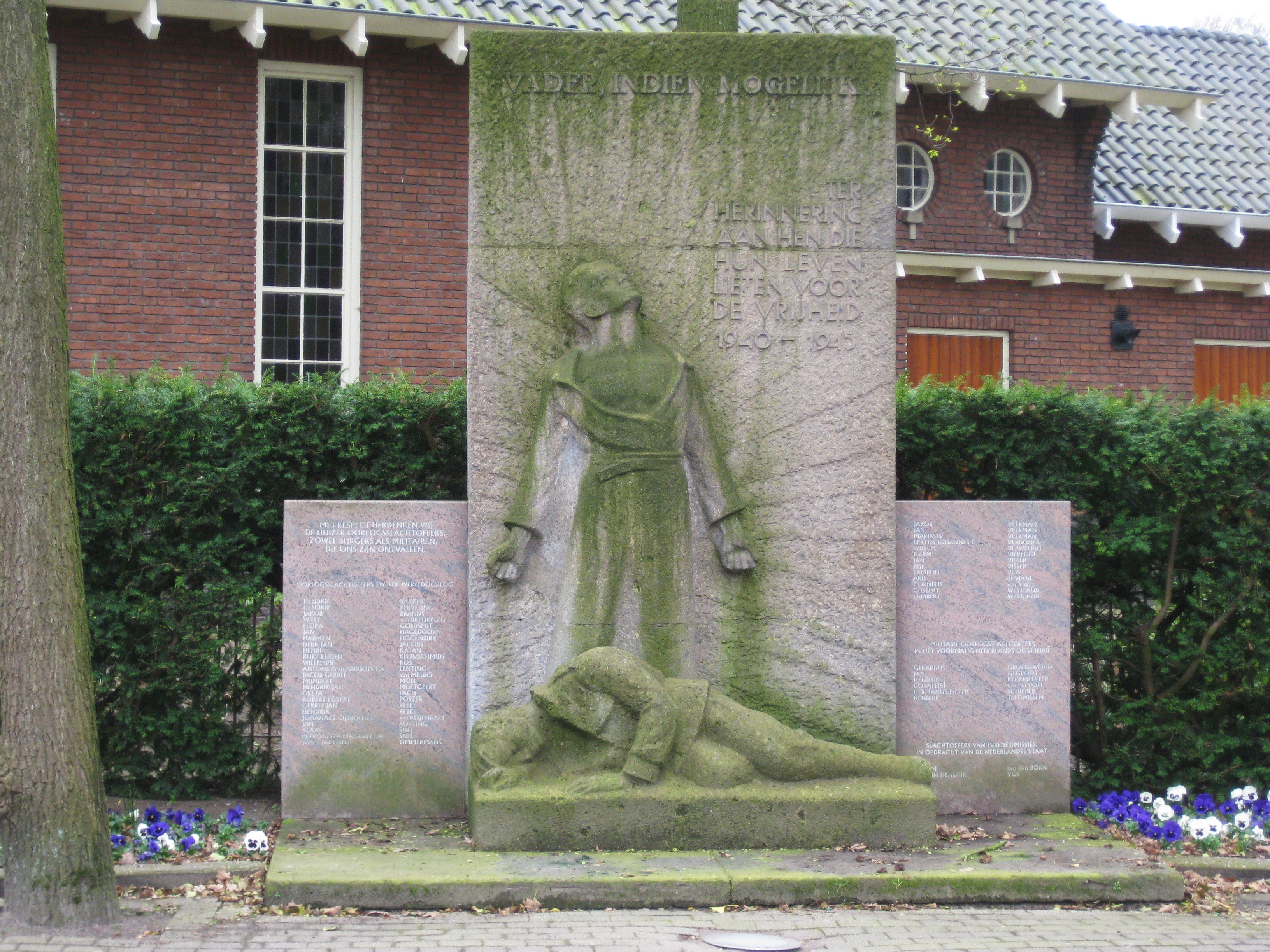
Verzetsmonument Huizen
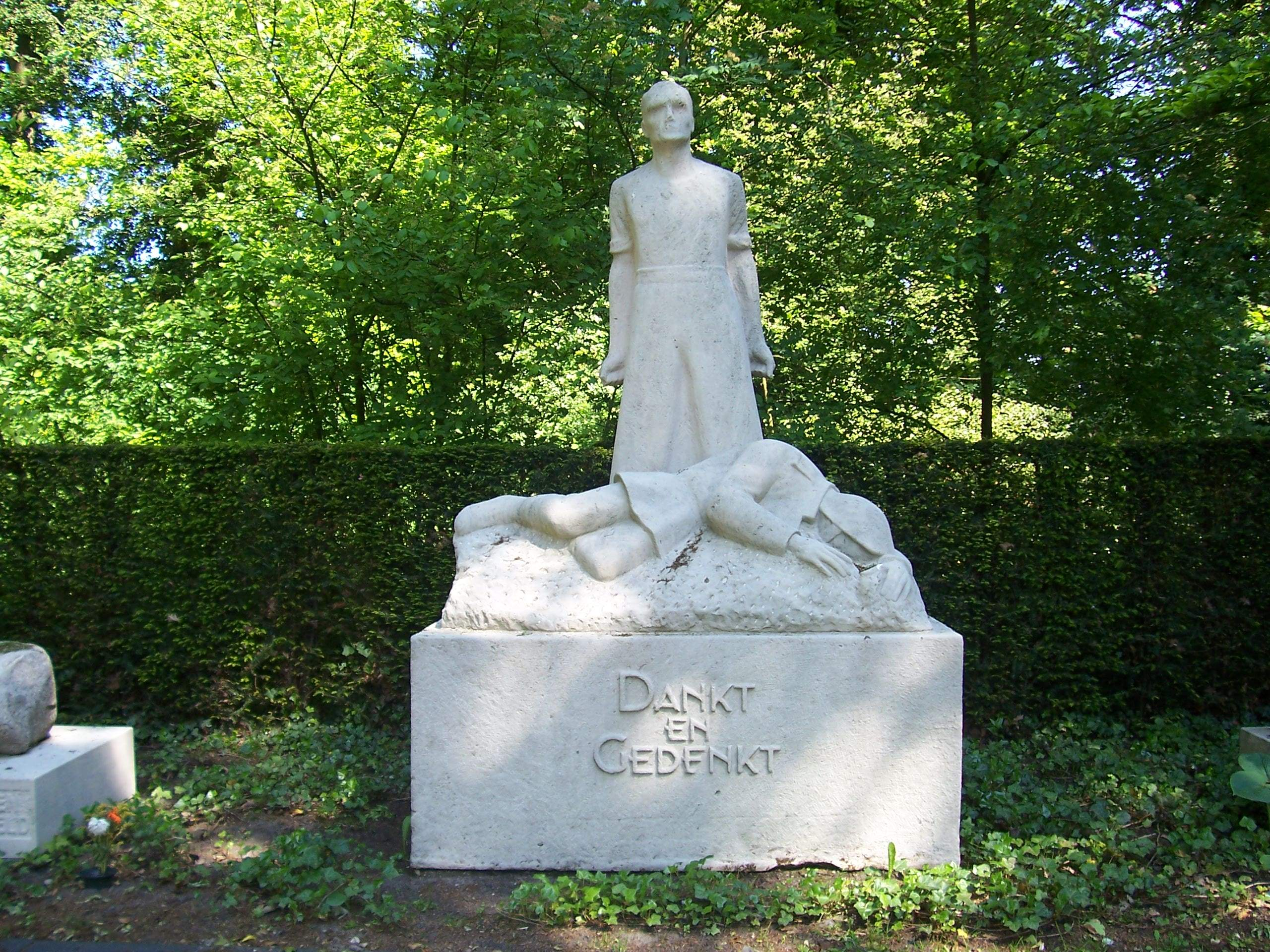
Oorlogsmonument Eibergen
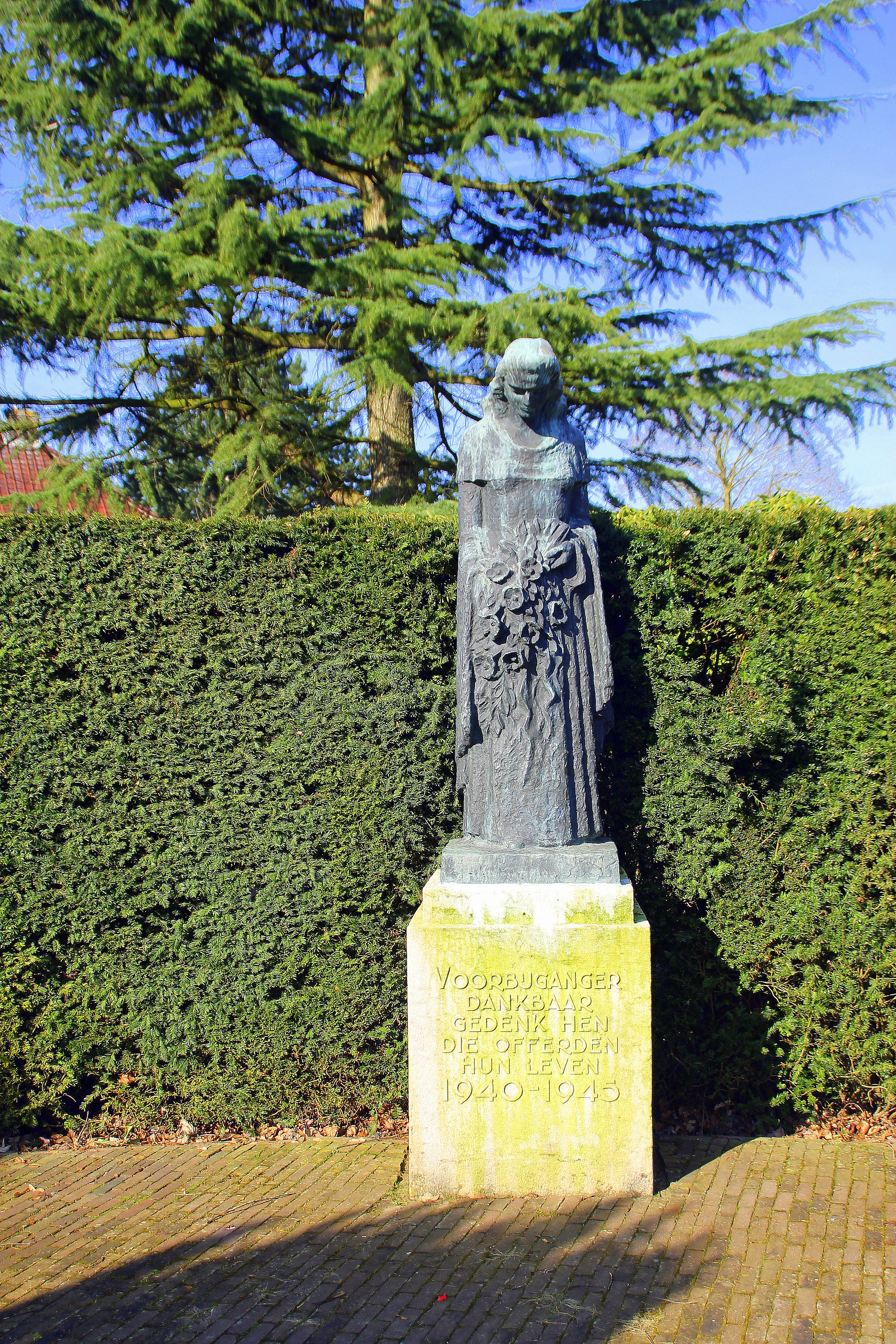
Oorlogsmonument Ermelo
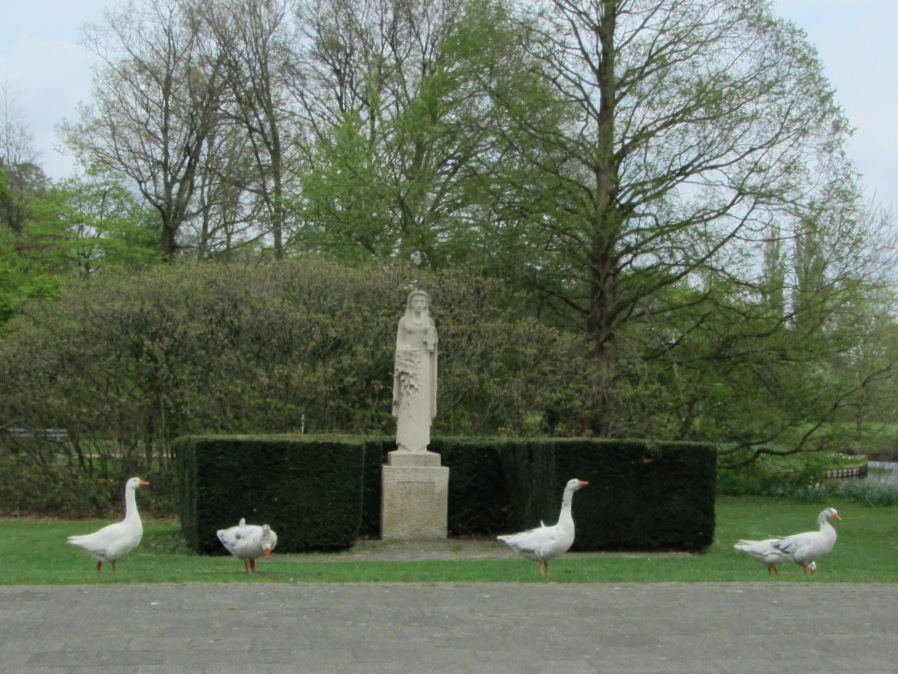
Monument voor de Gevallenen, Bussum
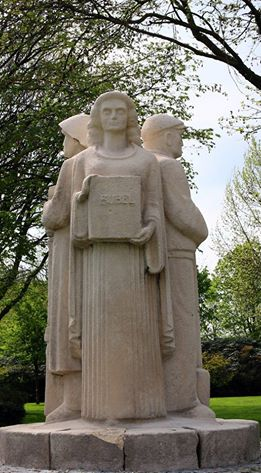
Oorlogsmonument Varsseveld
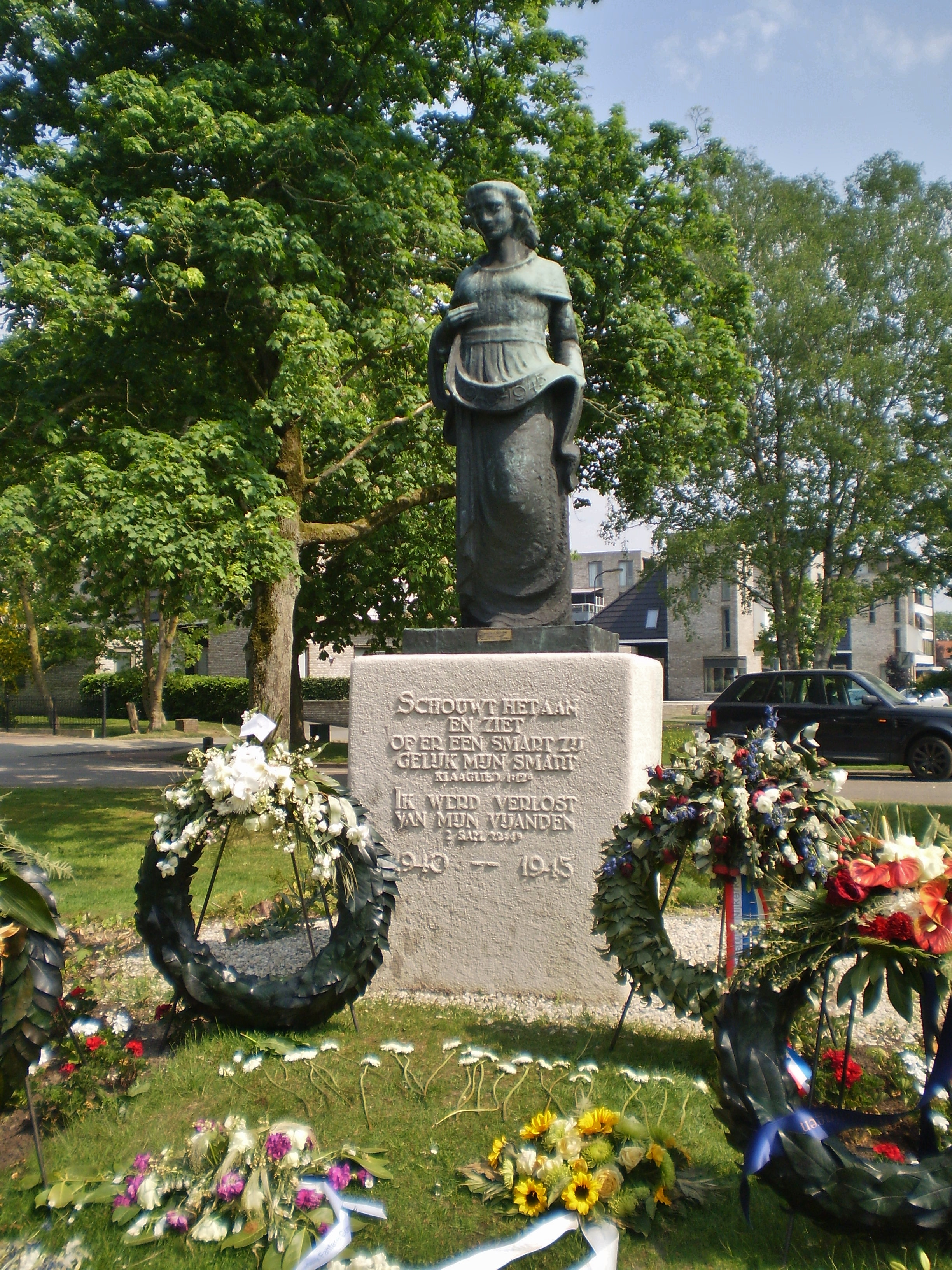
Oorlogsmonument Nijkerk

- Biografisch Portaal: 65410789
- RKD-Nederlands Instituut voor Kunstgeschiedenis: 46354